# Дорошенко Ігор Анатолійович
Дорошенко Ігор Анатолійович (позивний «Полтава») (7 червня 1986 , Полтава  — 2 квітня 2023 , Полтава ) — український військовослужбовець, учасник російсько-української війни. Кавалер орденів «За мужність» ІІ та III ступеня.

## Життєпис
Народився 7 червня 1986 року у м. Полтава, де виріс і прожив усе життя.
Навчався в загальноосвітній школі № 26. Після її закінчення проходив строкову військову службу у 95-й окремій аеромобільній бригаді в Житомирі.
Після служби працював у поліції. За сумлінну роботу був нагороджений пам'ятною відзнакою МВС України — медаллю «90 років карному розшуку України».
У 2011 році одружився. У 2012 році в родині народився син. У 2013 році здобув вищу юридичну освіту, закінчивши Київський юридичний університет внутрішніх справ.
У 2014 році з початком російської агресії добровільно вступив до батальйону поліції особливого призначення «Полтава». У 2014—2015 роках брав участь в антитерористичній операції на території Донецької та Луганської областей. Був визнаний учасником бойових дій.
У 2016—2018 роках знову проходив службу у 95-й бригаді, у 2019—2020 роках — за контрактом у складі 5-ї батальйонної тактичної групи.
У 2022 році, з початком повномасштабного вторгнення РФ на початку березня вступив до лав 95-ї окремої десантно-штурмової бригади, згодом — 3-го аеромобільного батальйону 46-ї окремої аеромобільної бригади на посаді командира розвідувального відділення. Із вересня 2022 року по січень 2023 року обіймав посаду головного сержанта розвідувального взводу.
Брав участь у бойових діях у Київській області, зокрема в боях до білоруського кордону. Далі воював у Херсонській області, згодом був перекинутий на Донецький напрямок. Брав участь в обороні Бахмута та Соледара.
16 січня 2023 року був поранений під час мінометного обстрілу. Лікувався у Краматорську, Дніпрі та Києві, переніс кілька операцій.
2 квітня 2023 року помер у лікарні Полтави внаслідок ускладнень після чергової операції.

## Вшанування пам'яті
У 2022 році нагороджений орденом «За мужність» III ступеня (Указ Президента України № 313/2022 від 5 травня 2022 року). У 2023 році — орденом «За мужність» II ступеня (Указ Президента України № 450/2023 від 26 липня 2023 року).
26 січня 2024 року в місті Полтава в його честь перейменовано вулицю Ціолковського — нова назва: вулиця Ігоря Дорошенка.
25 вересня 2024 року на фасаді Полтавського ліцею № 26, у якому навчався Ігор, відкрили меморіальну дошку на його честь.